# Gammogobius steinitzi
Il ghiozzetto di Marsiglia o ghiozzetto di Steinitz (Gammogobius steinitzi) è un piccolissimo pesce marino appartenente alla famiglia Gobiidae. È l'unica specie del genere Gammogobius.

## Distribuzione e habitat
Endemico del nord del mar Mediterraneo. La sua distribuzione è poco nota, è riportato per il mar Tirreno, la Provenza, l'Adriatico e le isole Baleari.
Vive all'interno di grotte sommerse, in ambienti oscuri.

## Descrizione
È un piccolo gobide caratteristico per le minuscole dimensioni (non superiori a 4 cm), per la testa appuntita e per la livrea caratteristica, marrone con sottili barre azzurrastre.

## Biologia
Vive sulle pareti o sul soffitto delle grotte, per il resto la sua biologia è pochissimo conosciuta.